# Dysauxes quadrioculata
Dysauxes quadrioculata là một loài bướm đêm thuộc phân họ Arctiinae, họ Erebidae.